# Шон Райт-Филипс
Шон Райт-Филипс (на английски: Shaun Wright-Phillips) е известен английски футболист, който се състезава за Манчестър Сити и английския национален отбор. Той има ямайски и гренадски корени. Райт-Филипс е заварен син на известния играчИън Райт и има полубрат — Брадли Райт-Филипс. Роден е и израства в столицата Лондон. Започва своята футболна кариера в Манчестър Сити, а през лятото на 2005 година преминава в отбора на Челси. През 2008 той отново се връща в Манчестър Сити.

## Клубна кариера

### Манчестър Сити
Шот Райт-Филипс е освободен от юношеската школа на Нотингам Форест, когато е на 15 години, тъй като го смятат за безперспективен играч. Манчестър Сити обаче имат вяра във футболиста и го вземат при себе си. Прави своя дебют срещу тима на Порт Вейл и скоро се превръща в титулярен играч. Със своята решителност, технически умения и бързина, Райт-Филипс е един от най-атрактивните играчи във Висшата лига. В отбора на „гражданите“ той изкарва седем сезона, в които играе 153 мача и вкарва 31 гола. На 17 юли 2005, преминава в редиците на Челси и се завръща в родния си град Лондон. Трансферът на играча е оценен на сумата от 21 милиона лири.

### Челси
Въпреки че неведнъж е казвал, че не би искал да напусне Манчестър Сити, той се решава и отива в тима на Челси. Подписва с тях 5-годишен договор. В началото не успява да се наложи като титуляр и въпреки че играе в 39 мача през сезон 2005/2006, 24 от тях са като резерва. В същото време не успява да се разпише за новия си отбор.
На 5 декември 2006, Райт-Филипс вкарва първия си гол за Челси, при победата над Левски София в среща от Шампионската лига. Това се случва почти 17 месеца след трансфера му. Този неприятен сезон за играча завършва с това, че той не е повикан в състава на английския национален отбор за Световното първенство 2006 в Германия. Въпреки спекулациите, че не е щастлив в лондонски клуб, той отрича и заявява, че иска да остане в тима. Жозе Муриньо увеличава напрежението върху играча, като се опитва да закупи крилото на Бетис по това време — Хоакин.
Сезон 2006/2007 е по-добър за играча. Играе много по-често, а още в първия си мач за новия шампионат успява да отбележи гол. Това се случва срещу Уест Хям Юнайтед. Малко по-късно в срещата се разписва за втори път. Взима участие и в още няколко важни срещи, като финала за ФА Къп, когато е заменен през второто полувреме.
В началото на сезон 2007/2008 той продължава да е първи избор за мениджъра Жозе Муриньо. Със своята скорост, дрибъл и центриране, той добре се вписва в атакуващата схема на отбора. Записва няколко асистенции на сметката си, а продажбата на Арен Робен в Реал Мадрид допълнително затвърждава мястото му в отбора.
През 2008 г. е продаден обратно на Манчестър Сити.

## Международна кариера
Шон Райт-Филипс прави своя дебют с националната фланелка на 18 август 2004 в мач срещу Украйна, като дори успява да запише името си сред голмайсторите. Няколко пъти е викан за срещи от квалификациите за Световното през 2006 година, но липсата на постоянна игра в клубния му тим Челси го оставя извън състава за самото първенство.
Райт-Филипс играе като дясно крило в две срещи от квалификациите за Европейското първенство по футбол 2008 срещу Северна Македония и Хърватия. Прави добри срещи и постепенно си връща мястото в националния отбор. Изиграва един много силен мач срещу Израел на 8 септември, като дори вкарва гол и това сякаш затвържава неговото титулярно място.

## Отличия
Челси
- Премиершип (2006)
- Купа на Лигата на Англия (2007)
- ФА Къп (2007)

Манчестър Сити
- ФА Къп (2011)